# Dark Reality
Dark Reality was een folkgerichte Duitse metalband (regio Oberndorf) die metal op een originele manier combineerde met 15e-eeuwse folkmuziek, met een centrale rol voor de blokfluit. In de zang wisselen deathmetal en heldere zang elkaar af. 
De teksten zijn eerder melancholisch en gaan vooral over smart, leegte en pijn.
De band startte in 1992 met de demo Cruel Research. Na de single Umbra Cineris (1994) volgden de twee cd's Blossom of Mourning (1996) en Oh Precious Haze Pervade the Pain (1997) bij Witchhunt records. Daarna verdween Dark Reality van het toneel. Bandleider Andres Waldura dook later op bij het darkwave/folkproject Impressions of Winter.

## Artiesten
- Alex Schiem - Basgitaar
- Martin Heinzelmann - Gitaar
- Oliver Ramacher - Zang
- Philipp Kailer - Gitaar, Achtergrondzang, Programmering drum
- Andres Waldura - Blokfluit, hoorn, heldere zang.

## Discografie
- Cruel Research (1992, demo)
- Umbra Cineris (1994, single)
- Blossom of Mourning (1996)
- Oh Precious Haze Pervade the Pain (1997)